# Chiesa di Nostra Signora di Silvaru
La chiesa di Nostra Signora di Silvaru è una chiesa campestre situata in territorio di Ossi, centro abitato della Sardegna nord-occidentale. Era consacrata al culto cattolico.

Edificata nel primo '200 in forme  romaniche con una sola navata absidata. Vi si venerava sino al XIX secolo un'antica icona della Madonna, trasportata ad Ossi nel primo '800 e da tempo dispersa. L'edificio è stato restaurato nel 2000.